# Pteris longifolia
Pteris longifolia là một loài thực vật có mạch trong họ Pteridaceae. Loài này được Carl von Linné miêu tả khoa học đầu tiên năm 1753.